# Boogie Woogie Bugle Boy
"Boogie Woogie Bugle Boy" é o maior hit das The Andrews Sisters e um ícone durante a Segunda Guerra Mundial. Ela é considerada uma das primeiras canções de R&B e jump blues. A canção está na 6.ª posição das "Canções do Século".

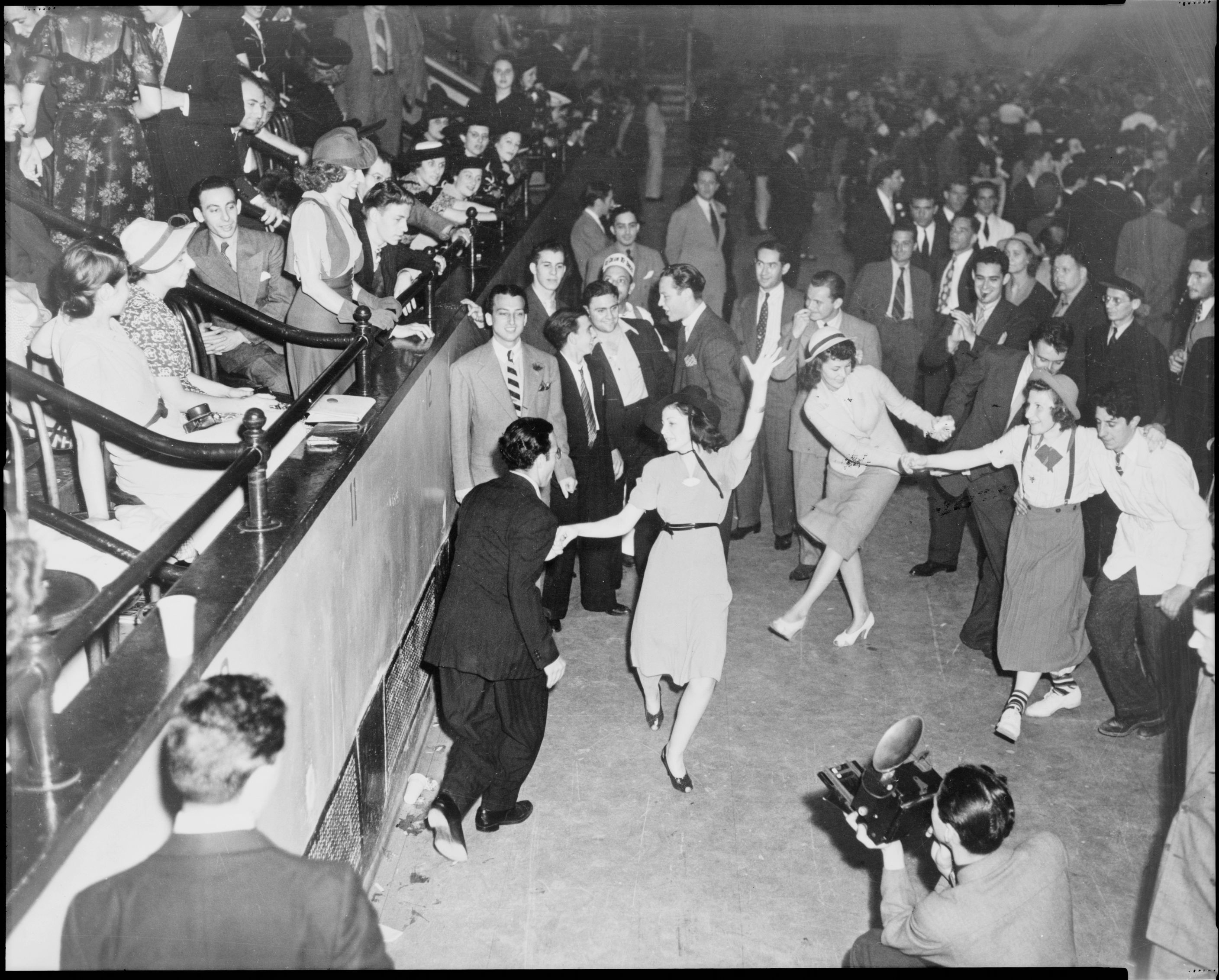
No filme, as irmãs dançam a canção em ritmos de swing.

## Informações
A canção foi escrita por Don Raye e Hughie Prince, e foi gravada nos estúdios da Decca Records em Hollywood em 2 de Janeiro de 1941, quase um ano antes dos Estados Unidos entrarem na Segunda Guerra Mundial. The Andrews Sisters apresentou a canção em 1941 no filme de Abbott & Costello, Buck Privates, que estava em produção quando elas gravaram a canção. "Boogie Woogie Bugle Boy" foi nomeado ao Oscar de "Melhor Canção".
A canção é fortemente baseada em "Beat Me Daddy, Eight to the Bar", também escrita por Raye e Prince, sendo ela uma canção de boogie-woogie.

## Supostas inspirações para a canção
Em uma entrevista transmitida 03 de julho de 2006 na CNN, o veterano da Segunda Guerra Mundial Bill Arter, disse que muitas vezes ele foi apelidado de Bugle Boy pela Company C, e que ele foi a forte inspiração para Don Raye e Prince escrever a canção.
Outro pretendente ao título (embora ele raramente tenha sido mencionado) seria Harry L. Gish, Jr. (1922-2005). Aos 17 anos, depois de uma ascensão meteórica em meados de 1930, ele se aventurou em Nova York onde também foi apelidado de Bugle Boy por uma série de garotas, o que levou Don Raye a escrever a canção, e acrescentou dizendo que a canção teria outra versão, em que ele cantava um trecho da canção. Embora não haja nenhuma confirmação de Don Raye e Prince sobre isso.

## Outras versões
Em 1973, Bette Midler gravou a canção. Ela chegou ao número #8 na Billboard Hot 100, o que trouxe a canção uma nova geração de fãs. A faixa também chegou ao número #1 na parada da Adult Contemporary.
Em 1987, The Chipettes fez um cover da canção para a série Alvin e os Esquilos no episódio "Just One of the Girls."
Em 1990, o grupo de R&B En Vogue fez uma nova versão da canção chamada "Boogie Woogie Hip-Hop Boy".
Em 2010, no VH1 Divas a canção foi apresentada por Katy Perry, Keri Hilson e Jennifer Nettles.

## Homenagem
- A canção inspirou o desenho animado de 1941, Boogie Woogie Bugle Boy of Company B produzido por Walter Lantz Productions.[13]

- A canção foi referência no filme do gênero musical da Disney, "A Symposium on Popular Songs" na canção, "The Boogie Woogie Bakery Man" escrito por Robert e Richard Sherman.

- A canção recebeu uma paródia em 1980 no filme de terror Svengoolie como "The Boogie-Woogie Bogeyman of Berwyn".

- Christina Aguilera e Linda Perry escreveu "Candyman" (lançado como single em 2007), a canção se tornou um hit de Aguilera, do álbum Back to Basics, ela contém um sample de inspiração de "Boogie Woogie Bugle Boy".[14]

- Em 2005, na série Doctor Who do episódio "The Doctor Dances", o Doutor (Christopher Eccleston) dança a canção em uma versão instrumental junto com Rose Tyler (Billie Piper).